# Homoeogryllus reticulatus
Homoeogryllus reticulatus är en insektsart som först beskrevs av Johan Christian Fabricius 1781.
Homoeogryllus reticulatus ingår i släktet Homoeogryllus och familjen syrsor. Inga underarter finns listade i Catalogue of Life.